# The Scorpion Files
 (mai 2025).
Le The Scorpion Files (TSF) est une base de données dédiée aux scorpions. 